# Museu d'Art Turc i Islàmic d'Istanbul
El Museu d'Art Turc i Islàmic (en llengua turca: Türk ve İslam Eserleri Müzesi) és un museu situat a la plaça Sultanahmet al districte d'Eminönü a la ciutat d'Istanbul, Turquia.

## Història
L'edifici, construït circa 1524, va ser anteriorment el palau de Pargali Ibrahim Paixà, qui va ser el primer gran visir de Solimà I el Magnífic. Després de la mort per execució en 1536 d'Ibrahim Paixà, el palau va tornar al tresor reial, hi va servir durant dos segles i mig com residencia dels grans funcionaris de l'imperi. A la fi del segle xviii, una vegada que el palau va ser abandonat es van ocupar les seves estades per un hospital psiquiàtric i d'altres tallers. Al 1966 van començar les restauracions, durant quinze anys, per convertir-lo en museu, sense que quedar cap vestigi de l'anterior decoració interior.

## Col·lecció
S'exposen unes 40.000 peces cobrint una cronologia que abasta des del califat dels Omeies fins a l'actualitat. En aquesta col·lecció iniciada a començaments del segle xix s'exposen importants exemples de cal·ligrafia islàmica y una important col·lecció de catifes.
La metal·lúrgia del museu fa possible obtenir una visió general del desenvolupament de 800 anys, amb astrolabis almohades, una balda seljúcida en forma d'un drac, canelobres d'Anatòlia, contenidors d'encens, i vaixella de taula.
La planta baixa està formada per mostres etnogràfiques dels diferents pobles i ètnies turques destacant, de forma especial, la part dedicada a les tribus nòmades.

## Galeria

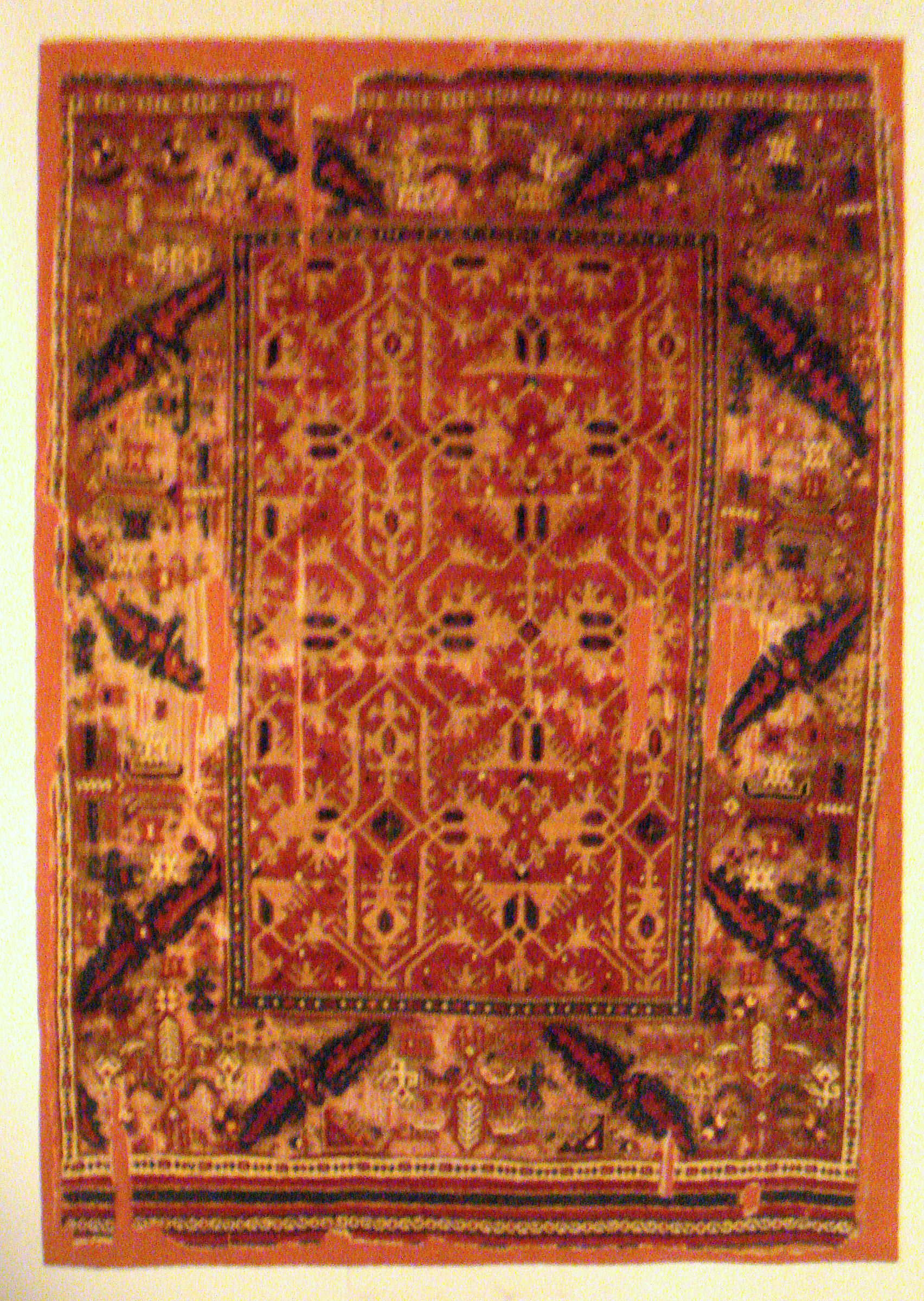
Catifa tipus "Loto" d'Uşak.Segle XVII
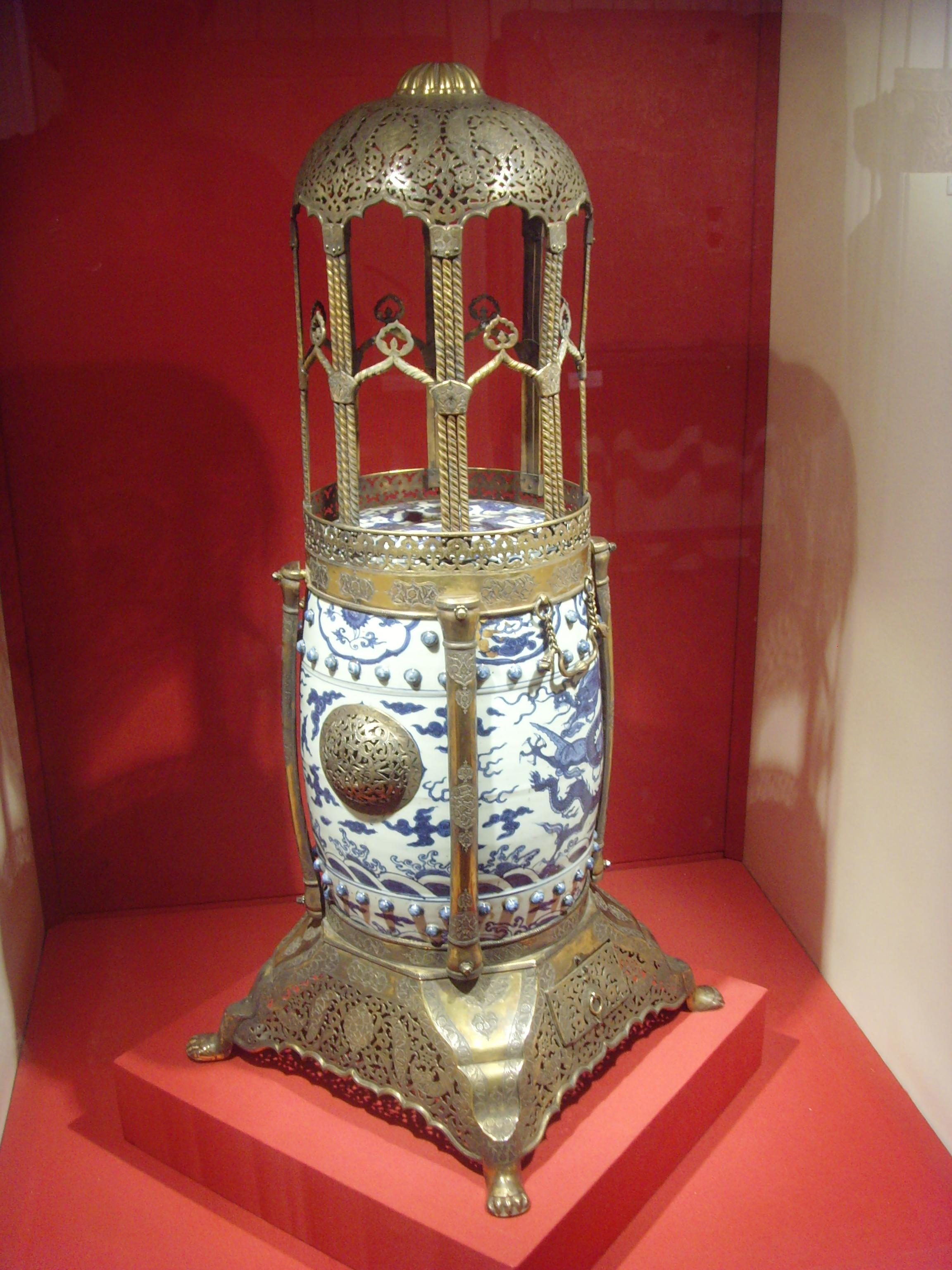
Incensari otomà. (1628)
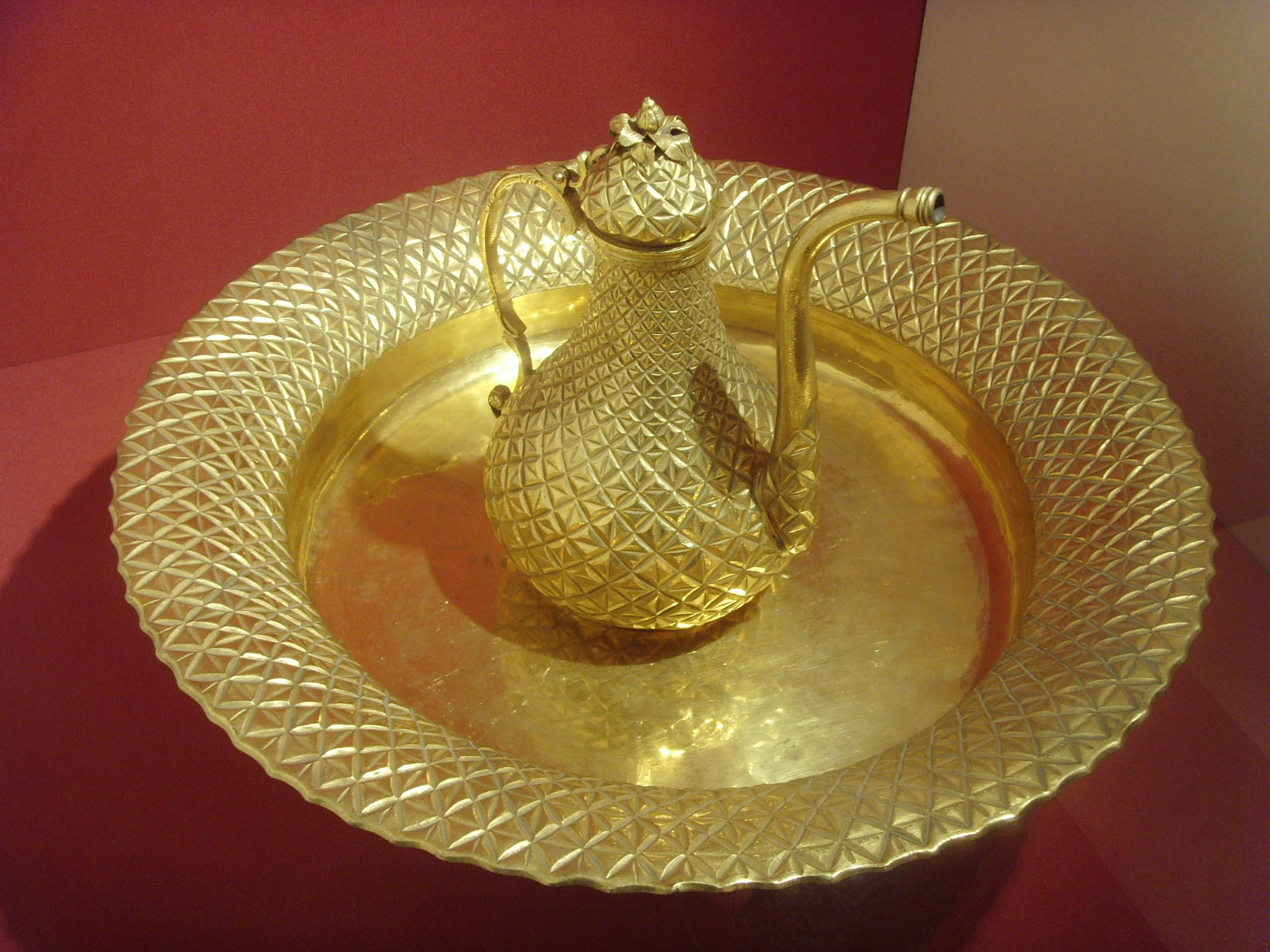
Peçes de vaixella.
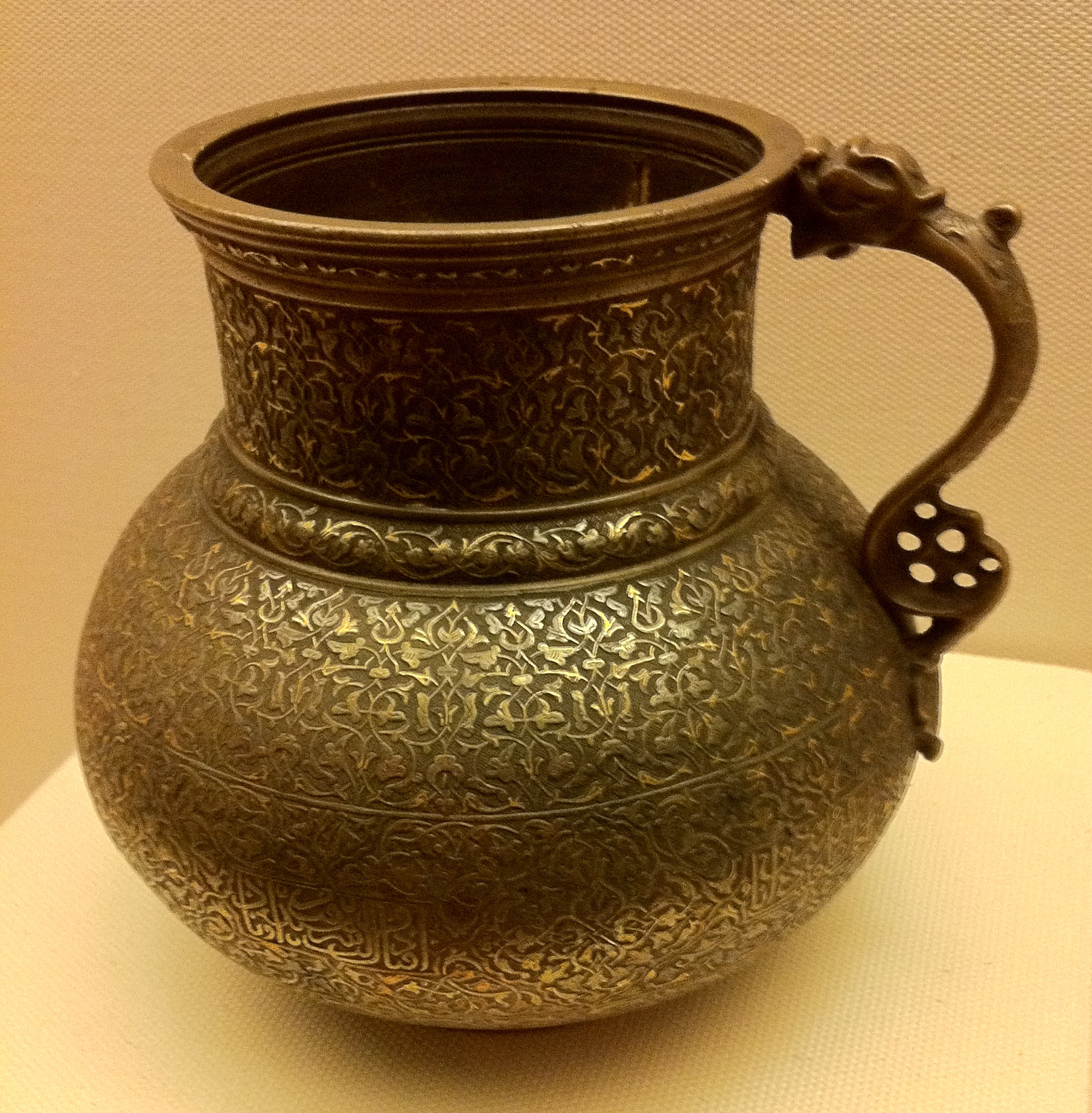
Atuell de llautó, període Timurid. Segle XV